# Adriana Lavat
Adriana Lavat Rodríguez, née le 7 septembre 1974 à Chilpancingo, Guerrero, (Mexique), est une actrice mexicaine.

## Biographie
Elle est la fille de l'acteur mexicain Jorge Lavat. Elle fut la présentatrice du programme télévisé de 1999 "A Que no te Atreves".
Elle est divorcée du footballeur, Rafael Márquez. Ils ont eu deux enfants ensemble, Santiago et Rafaela. Elle collabore maintenant au programme espagnol Channel nº4, de Cuatro.

## Filmographie
- 1992 : Mágica juventud (telenovela)
- 1995 : María José (telenovela)
- 1995 : Acapulco, cuerpo y alma (telenovela) : Liliana
- 1996 : Las Locuras de mamá (telenovela) : Remedios
- 1997 : Pueblo chico, infierno grande (telenovela) : Dora Luz
- 1998 : Vivo por Elena (telenovela) : Adriana
- 1999 : A que no te atreves (telenovela) : Hôte
- 1999 : Alma rebelde (telenovela) : Juanita
- 2001 : Inspiración : Adri
- 2008:  700 euros, Diario secreto de una call girl : Laura
- 2013 : Marido en alquiler : Marcela Cortés (Telemundo)
- 2014-2015 : Tierra de reyes : Soledad Flores (Telemundo)
- 2017-2018 : El camion de Joe : Federica Santiri